# Hösbach
Hösbach est un marché (markt) allemand de Bavière (), située dans l'arrondissement d'Aschaffenbourg et le district de Basse-Franconie.

## Géographie

Situation de Hösbach (en rouge) dans l'arrondissement d'Aschaffenbourg

Hösbach est située à 5 km au nord-est d'Aschaffenbourg et on peut dire qu'elle en est une banlieue.
Elle est composée de six quartiers (population en 2010) :
- Banhof (1 108)
- Hösbach (6 721)
- Feldkahl (1 081)
- Rottenberg (1 685)
- Wenighösbach (1 010)
- Winzenhohl (1 943)

Communes limitrophes (en commençant par le nord et dans le sens des aiguilles d'une montre : Mömbris, Blankenbach, Sailauf, Bessenbach, Haibach, Goldbach et Johannesberg.

## Histoire

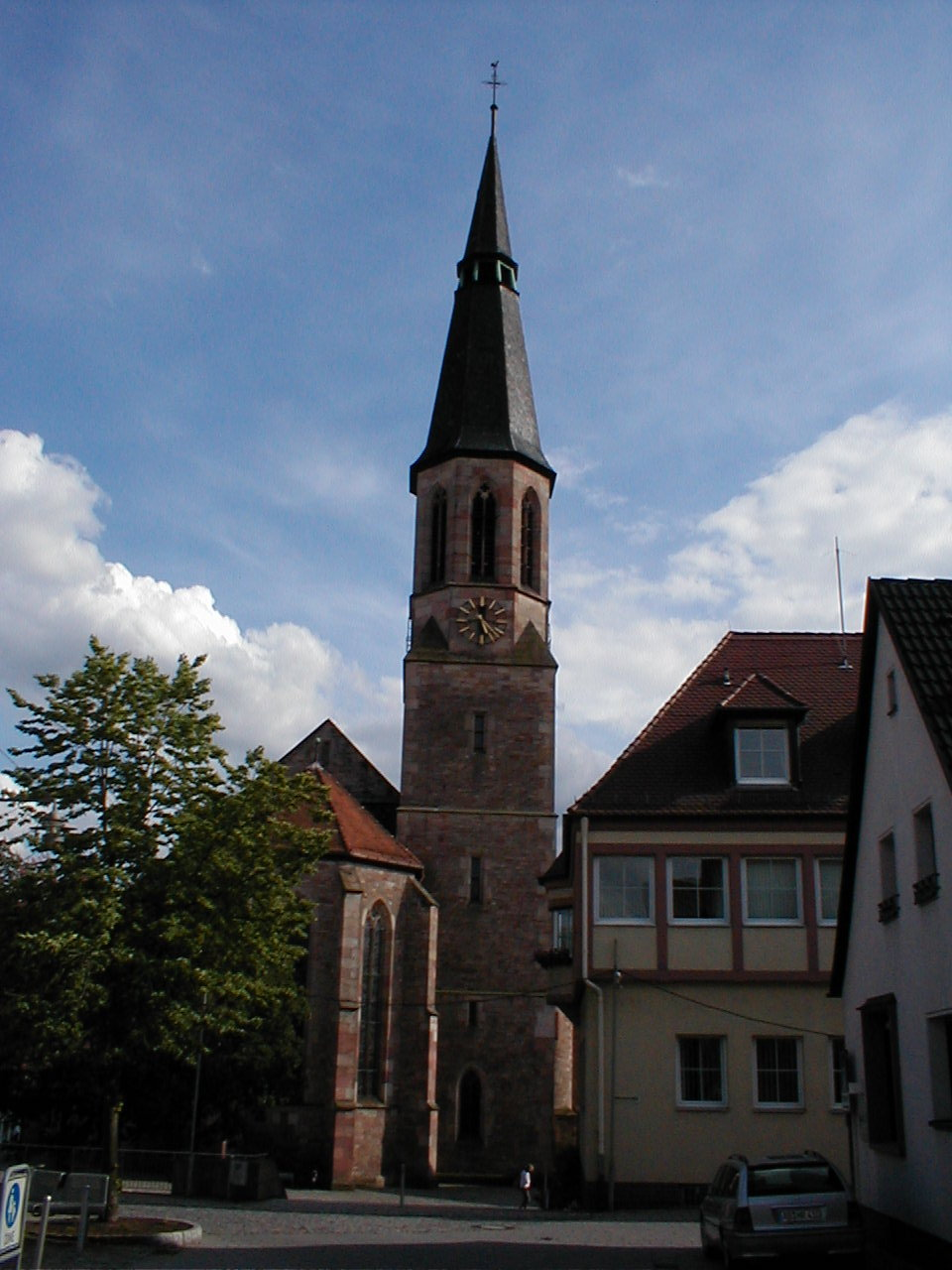
L'église paroissiale St Michel de Hösbach

La première mention écrite de Hösbach date de 1189 dans un document émanant de l'évêché de Mayence sous le nom de Hostebach. En 1218, le monastère de Schmerlenbach obtient le patronage sur l'église de Hösbach qui n'est donc pas encore une paroisse indépendante.
Hösbach, qui fait partie de l'Électorat de Mayence rejoint le royaume de Bavière en 1814. Il faut attendre le début du XXe siècle pour la croissance du village s'accélère en raison de l'industrialisation et de la proximité d'Aschaffenbourg.
Les réformes administratives des années 1970 entraînent l'incorporation de plusieurs communes :
- en 1972, Wenihösbach et Feldkahl ;
- en 1978, Rottenberg et Winzenhohl.

Feldkahl et Rottenberg appartenaient auparavant à l'arrondissement d'Alzenau disparu en 1972.
Le 29 mai 1989, Hösbach obtient le statut de "markt" à l'occasion de son huit-centième anniversaire.

## Démographie
Marché de Hösbach seul :
| 1910  | 1933  | 1939  | 1946  |
| ----- | ----- | ----- | ----- |
| 2 743 | 3 376 | 3 757 | 4 517 |

Marché de Hösbach dans ses limites actuelles :
| 1840  | 1871  | 1900  | 1910  | 1933  | 1939  | 1950  | 1970   | 1987   |
| ----- | ----- | ----- | ----- | ----- | ----- | ----- | ------ | ------ |
| 2 679 | 2 780 | 3 818 | 4 463 | 5 322 | 5 719 | 7 304 | 11 050 | 11 925 |

| 1991  | 1995   | 2003   | 2010   | - | - | - | - | - |
| ----- | ------ | ------ | ------ | - | - | - | - | - |
| 8 459 | 13 255 | 13 283 | 13 439 | - | - | - | - | - |